# 索熱爾冰川
索熱爾冰川（英語：Saussure Glacier），是南極洲的冰川，位於葛拉漢地的盧貝海岸，流經廷德爾山脈，最終注入拉勒曼德港，由英國南極名稱諮詢委員會命名，現時由南極條約體系管理。